# Bolborhinum trilobulicorne
Bolborhinum trilobulicorne är en skalbaggsart som beskrevs av José E. Mondaca och Smith 2008. Bolborhinum trilobulicorne ingår i släktet Bolborhinum och familjen Bolboceratidae. Inga underarter finns listade.